# Provincia Centrală (Papua Noua Guinee)
Provincia Centrală este o provincie din Papua Noua Guinee, pe coasta de sud. Capitala provinciei este în prezent Port Moresby (care în același timp este și capitala națională) dar se intenționează mutarea sa la Bautama.